# Anisodes candara
Anisodes candara är en fjärilsart som beskrevs av Druce 1892. Anisodes candara ingår i släktet Anisodes och familjen mätare. Inga underarter finns listade i Catalogue of Life.